# Control térmico en naves espaciales

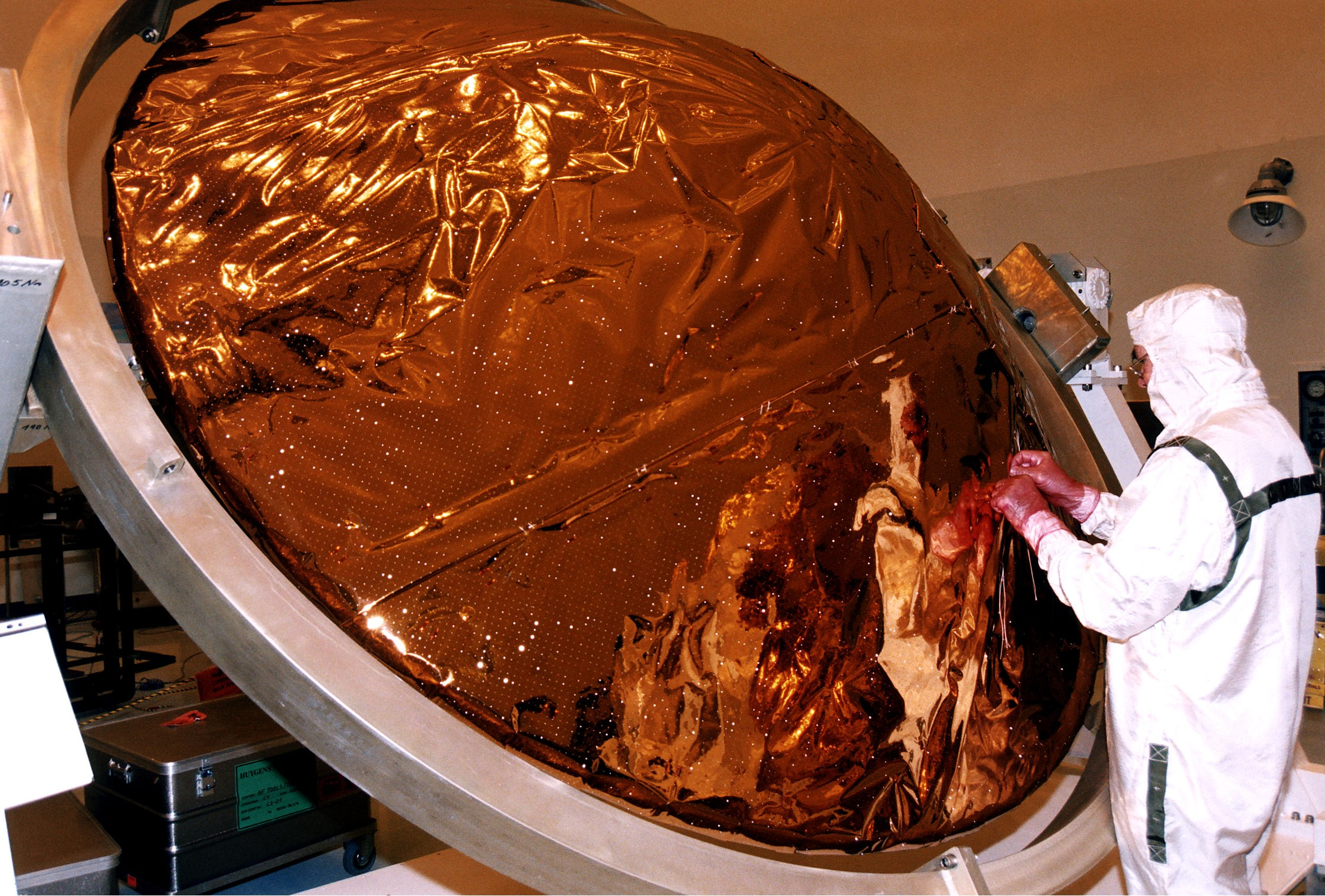
Aislamiento multicapa de la sonda Huygens.

El sistema de control térmico (en inglés, Thermal Control System o TCS) de una nave espacial se encarga de mantener todas sus partes en un intervalo de temperatura aceptable durante todas las fases de la misión, soportando las fuertes variaciones térmicas del entorno espacial, determinado por los flujos solar, planetario y del espacio lejano, y expulsando al espacio el calor disipado por los equipos de a bordo. 
El control térmico es esencial para garantizar el rendimiento y el éxito de la misión, ya que si un componente tiene una temperatura fuera del intervalo de operación, podría dañarse o su rendimiento podría verse bastante afectado. El control térmico también es necesario para mantener ciertos componentes específicos (sensores ópticos, relojes atómicos) con una temperatura estable y uniformemente distribuida, para garantizar un funcionamiento adecuado y eficiente. 

## Elementos de control térmico
El sistema de control térmico puede estar compuesto por elementos activos y pasivos:

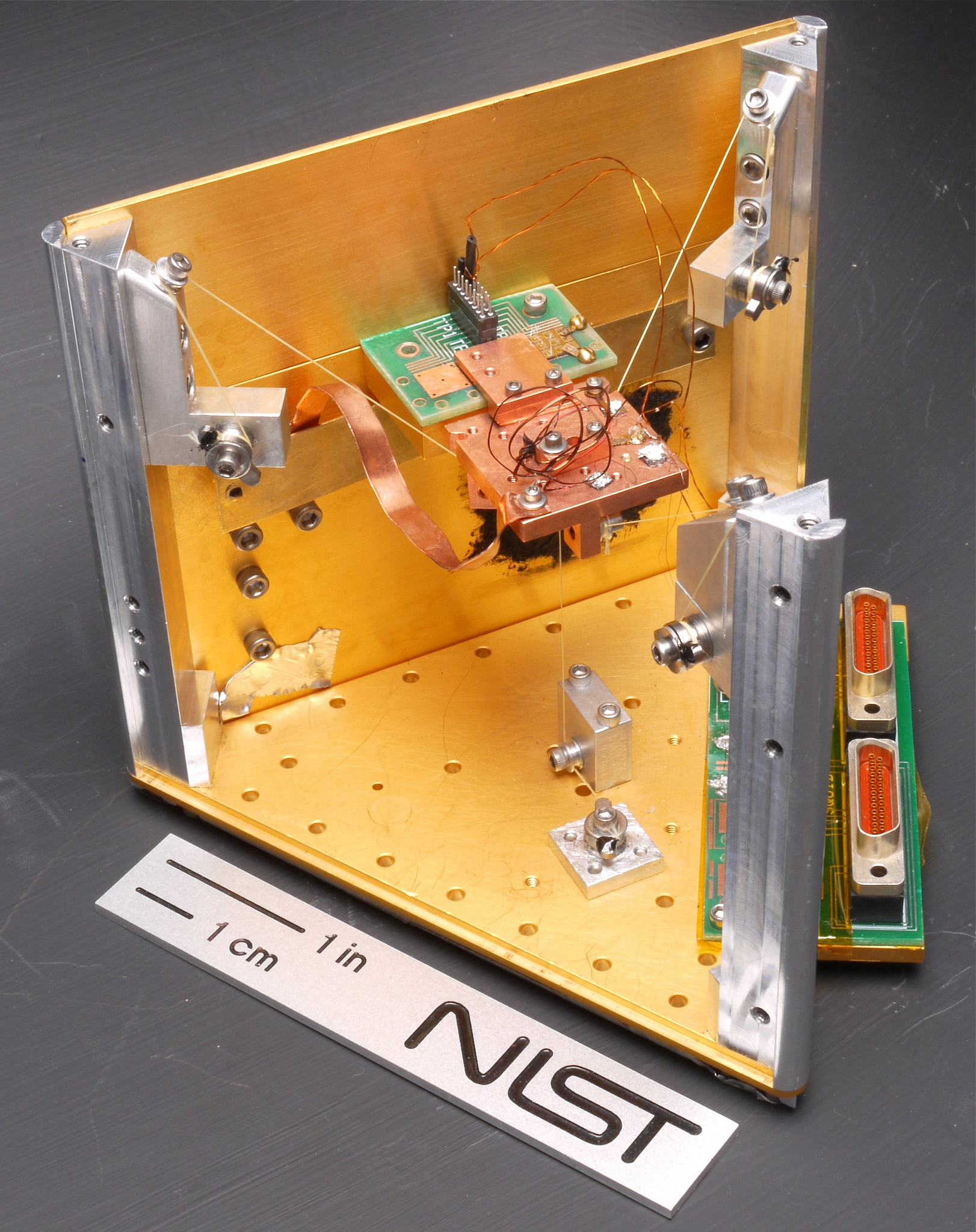
Prototipo de un refrigerador de estado sólido, desarrollado por el NIST.

### Elementos pasivos
Los elementos pasivos del sistema de control térmico (PTCS, del inglés Passive Thermal Control Systems) incluyen:
- Aislamiento multicapa (MLI, del inglés Multi-Layer Insulator), que protege la nave espacial tanto del exceso de radiación solar o planetaria como del enfriamiento por exposición al espacio lejano.
- Recubrimientos que cambian las propiedades termo-ópticas de las superficies externas.
- Masillas térmicas para mejorar el acoplamiento térmico en las superficies de interés. Por ejemplo, en la trayectoria térmica entre una unidad electrónica y su radiador.
- Arandelas térmicas para reducir el acoplamiento térmico en las superficies de interés.
- Duplicadores térmicos para difundir en el radiador de superficie el calor disipado por los equipos.
- Espejos de segunda superficie (en inglés, SSM) y reflectores solares ópticos (en inglés, OSR) para mejorar la capacidad de rechazo de calor de los radiadores externos y, al mismo tiempo, para reducir la absorción de los flujos solares externos.
- Calentadores de radioisótopos (en inglés, RHU), similares a los RTG, que utilizan algunas misiones interplanetarias para producir calor.

### Elementos activos
Los elementos activos del sistema de control térmico (ATCS, del inglés Active Thermal Control Systems) incluyen:
- Calentadores eléctricos (en inglés, heaters) controlados con termostatos para mantener la temperatura de los equipos por encima de su límite inferior durante las fases frías de la misión.
- Circuitos de fluido (en inglés, heat pipes) para transferir el calor disipado por los equipos a los radiadores. Estos pueden ser:
  - Bucles de una sola fase, controlados por una bomba.
  - Bucles de dos fases, compuesto por tubos de calor (en inglés, heat pipes), conductos de calor cíclicos (en inglés, loop heat pipe) o conductos cíclicos por bombeo que aprovechan la capilaridad (en inglés, capillary pumped loops).
- Rejillas (en inglés, louvers), elementos con un movimiento semejante a un estor que cambian la capacidad de rechazo de calor en función de la temperatura.
- Refrigeradores termoeléctricos.

## Sistemas de control térmico

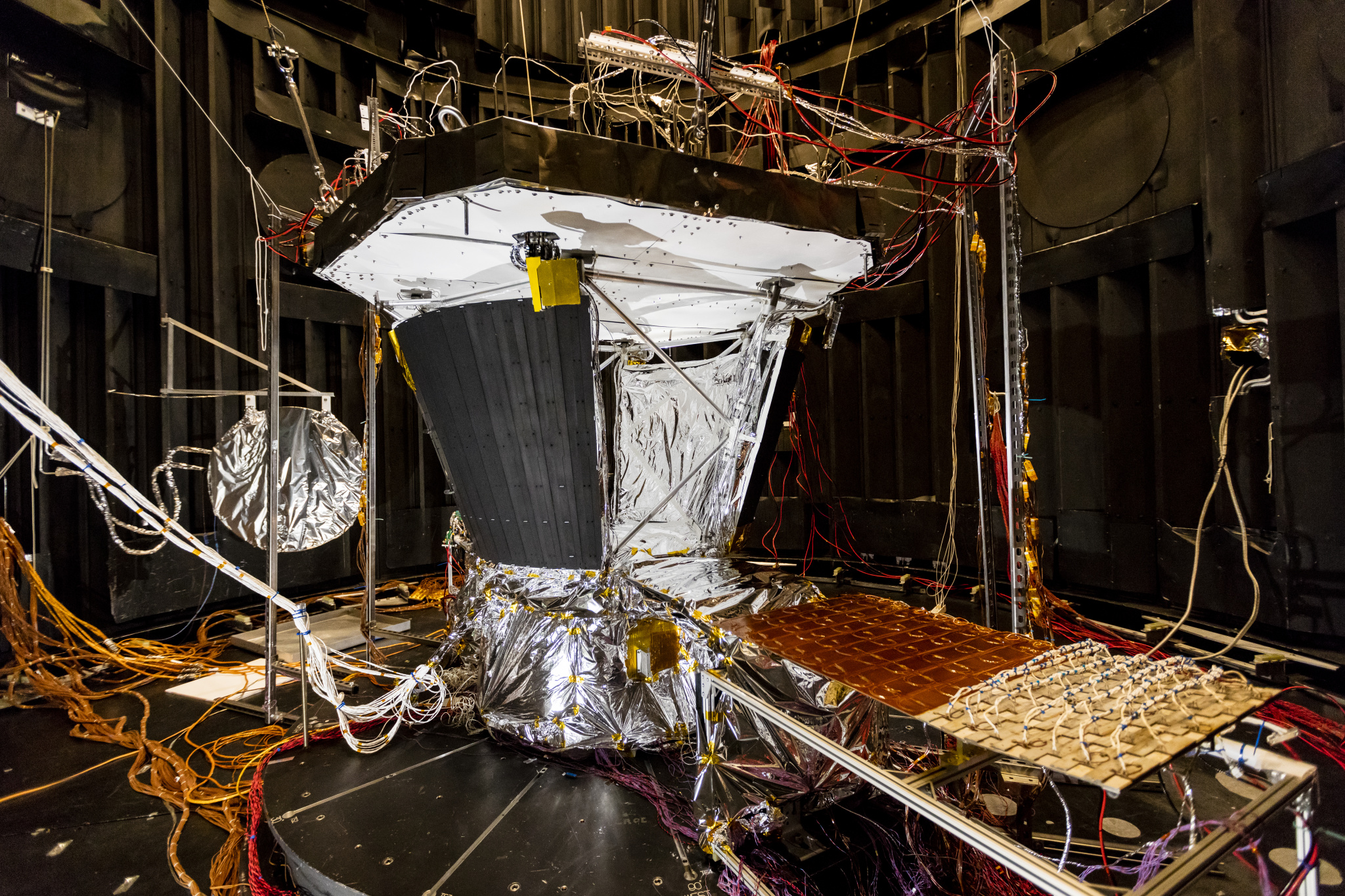
Ensayo térmico de la Sonda Solar Parker.

El sistema de control térmico cumple dos funciones:
- Protege los equipos de las temperaturas demasiado altas, ya sea por el aislamiento térmico de los flujos de calor externos (como el Sol o el flujo de infrarrojos y el albedo planetario), o por la disipación de calor propia de fuentes internas (como el calor disipado por el equipo electrónico interno).
- Protege los equipos de las temperaturas demasiado bajas, por el aislamiento térmico de los sumideros externos, por una mayor absorción de calor de fuentes externas o por liberación de calor a partir de fuentes internas.

Los procesos de un sistema de control térmico incluyen:
- Interacción con el entorno espacial. Incluye la interacción de las superficies externas de la nave espacial con el medio ambiente. Todas las superficies necesitan que se protejan del medio ambiente o necesitan una interacción mejor con este. Los objetivos principales de la interacción con el medio ambiente son la reducción o el aumento de los flujos ambientales que se han absorbido y la reducción o el aumento del calor que se pierde con el medio ambiente.
- Captación de calor. Incluye la eliminación de calor disipado desde el equipo en el que se crea para evitar un aumento no deseado de la temperatura de la nave espacial.
- Transporte de calor. Coge el calor desde donde se crea y lo lleva a un dispositivo radiante.
- Disipación de calor. El calor recogido y transportado se opone a una temperatura apropiada en un disipador de calor, que es generalmente el espacio de medio ambiente de alrededor. La temperatura opuesta depende de la cantidad de calor implicado, de la temperatura que se desea controlar y de la temperatura del medio ambiente en el que el dispositivo irradia el calor.
- Suministro y almacenamiento de calor. Consiste en mantener el nivel de temperatura deseada donde deba proporcionarse. Además, se tiene que prever la capacidad de almacenamiento de calor adecuado.

## Entorno espacial
Para una nave espacial, las principales interacciones con el entorno son la energía proveniente del Sol y el calor irradiado hacia el espacio lejano. También influyen otros parámetros en el diseño del sistema de control térmico, como la altitud de la nave, el tipo de órbita, el control de actitud y la forma de la nave espacial.
- Órbitas terrestres bajas (LEO, en inglés)
  - Esta órbita la utiliza con frecuencia la nave que controla o mide las características de la Tierra y su entorno y, además, los laboratorios espaciales con y sin tripulación, como Eureca y la Estación Espacial Internacional. La proximidad de la órbita de la Tierra tiene una gran influencia sobre las necesidades del sistema de control térmico, cuenta con una emisión infrarroja de la Tierra y un albedo que tienen gran importancia, así como un período orbital relativamente corto, es decir, menos de 2 horas, y una duración de eclipse larga. Los instrumentos pequeños o apéndices de la nave espacial, como los paneles solares que tienen inercias térmicas bajas, pueden estar afectados por este medio ambiente en continuo cambio y pueden requerir soluciones de diseño térmico muy específicas.
- Órbitas geoestacionarias (GEO, en inglés)
  - En esta órbita de 24 horas, la influencia de la Tierra es casi insignificante, a excepción de la sombra durante los eclipses, que puede variar en su duración de cero en el solsticio hasta un máximo de 1,2 horas en el equinoccio. Los eclipses largos influyen en el diseño de los sistemas de aislamiento y de calefacción. Las variaciones estacionales en la dirección e intensidad de la entrada de energía solar tienen un gran impacto en el diseño, lo que complica el transporte de calor debido a la necesidad de transmitir la mayor parte del calor disipado al radiador en la sombra y, además, se necesitan sistemas de rechazo de calor mediante el aumento de radiadores en la zona. Casi todas las telecomunicaciones y muchos satélites meteorológicos están en este tipo de órbita.
- Órbitas muy excéntricas (HEO, en inglés)
  - Estas órbitas pueden tener un intervalo amplio de altitudes de apogeo y de perigeo, en función de la misión determinada. Generalmente, se utilizan en observatorios astronómicos y los requisitos de diseño de TCS dependen del período orbital de la nave espacial, del número y de la duración de los eclipses, de la actitud relativa de la Tierra, el Sol y la nave, del tipo de instrumentos a bordo y de los requisitos de temperatura.
- Espacio lejano y exploración planetaria
  - Una trayectoria interplanetaria expone las naves espaciales a un amplio intervalo de ambiente térmico más severo que el que se encuentra alrededor de las órbitas de la Tierra. La misión interplanetaria incluye muchos subsituaciones diferentes, en función del cuerpo celeste en particular. En general, las características comunes son la duración de la misión larga y la necesidad de hacer frente a las condiciones térmicas extremas, como los cruceros, ya sea cerca o lejos del Sol (de 1 a 4 a 5 UA), la órbita baja de cuerpos celestes muy fríos y muy calientes, los descensos a través de ambientes hostiles y la supervivencia en entornos (helados o polvorientos) extremos en las superficies de los organismos que se han visitado. El reto para el TCS es proporcionar suficiente capacidad de rechazo de calor durante las fases de funcionamiento caliente y aun así sobrevivir a las inactivas y frías. El principal problema suele ser el suministro de potencia que requiere esa fase supervivencia.

## Requisitos de temperatura

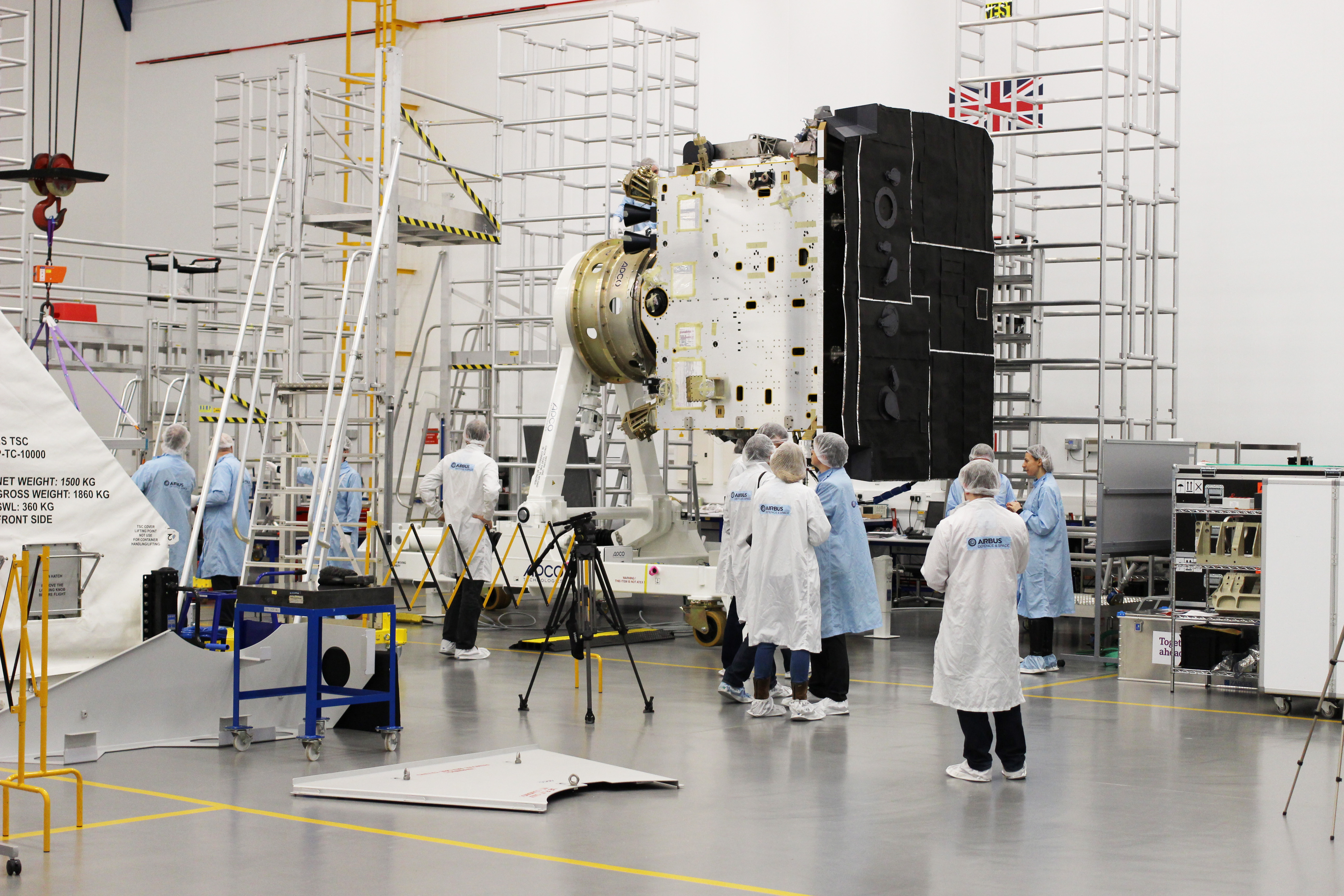
Modelo térmico-estructural de Solar Orbiter.

Los requisitos de temperatura de los instrumentos y de los equipos de a bordo constituyen el principal factor en el diseño del sistema de control térmico. El objetivo del TCS es seguir todos los instrumentos de trabajo dentro del intervalo de temperatura permitida. La mayoría de todos los instrumentos electrónicos de a bordo, tales como cámaras, dispositivos de recopilación de datos, baterías, etc. de la nave, tienen un intervalo de temperatura de funcionamiento fijo. El mantenimiento de estos instrumentos en su intervalo de temperatura de funcionamiento es de vital importancia para cada misión. Algunos ejemplos de intervalos de temperatura incluyen:
- Las baterías que tienen un intervalo de funcionamiento muy corto, por lo general entre -5 y 20 °C.
- Los elementos de propulsión tienen un intervalo típico de entre 5 y 40 °C, por razones de seguridad, aunque también aceptan un intervalo más amplio.
- Las cámaras tienen un intervalo de entre -30 y 40 °C.
- Los paneles solares tienen un intervalo de funcionamiento amplio de entre -150 y 100 °C.
- El espectrómetro de infrarrojos tiene un intervalo de entre -40 y 60 °C.

## Tecnologías actuales

### Recubrimiento
El recubrimiento (en inglés, thermal coating o simplemente coating) es la técnica más simple y barata del TCS. El recubrimiento es la pintura o químico más sofisticado aplicado a las superficies de la nave espacial para bajar o aumentar la transferencia de calor. La característica del tipo de recubrimiento depende de su capacidad de absorción, de la emisividad, de la transparencia y de la reflectividad. La principal desventaja del recubrimiento es que se degrada rápidamente debido al entorno operativo.

### Aislamiento multicapa (MLI)

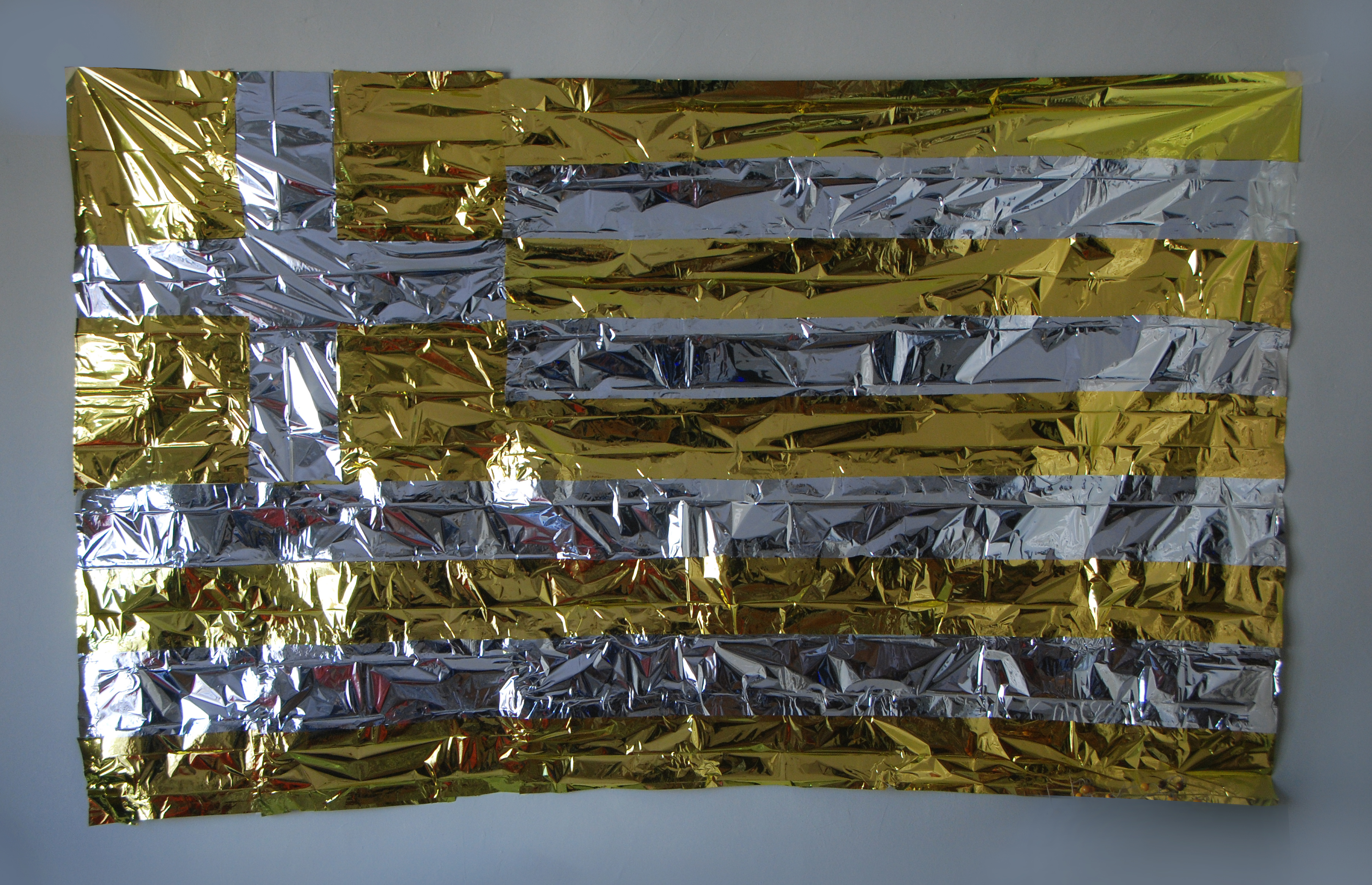
El desarrollo de las MLI propugnó el uso extendido de lasmantas isotérmicas.

El aislamiento multicapa (MLI) es el elemento de control térmico pasivo más común que se utiliza en las naves espaciales. MLI previene tanto las pérdidas de calor del medio ambiente como el calentamiento excesivo del medio ambiente. Los componentes de naves espaciales, por ejemplo tanques de combustible, líneas de propulsores, baterías y motores de cohetes sólidos, también están cubiertos de frazadas del MLI para mantener la temperatura ideal de funcionamiento. El MLI consta de una capa cubierta exterior, una capa interior y una capa de cubierta interior. La capa de cubierta exterior necesita ser opaca a la luz solar, ya que genera una pequeña cantidad de contaminantes en partículas y es capaz de sobrevivir al medio ambiente y a la temperatura a la que está expuesta también la nave espacial. Algunos materiales comunes que utiliza la capa exterior son la fibra de vidrio, el trapo de tela impregnado con teflón de PTFE, PVF reforzado con Nomex y unido con adhesivo de poliéster y teflón de FEP. El requisito general de la capa interior es que necesita tener una emisividad baja. El material más común que utiliza esta capa es el Mylar aluminizado, que está en un lado o en ambos. Las capas interiores suelen ser delgadas comparadas con la capa externa para ahorrar peso y, además,  están perforadas para ayudar a ventilar el aire atrapado durante el lanzamiento. La cubierta interior frente al nave espacial y el hardware se utiliza para proteger las capas interiores delgadas. Las cubiertas interiores no suelen estar aluminizadas, con el fin de prevenir cortocircuitos eléctricos. Algunos de los materiales que se utilizan en los excedentes internos son las redes Dacron redes y la Red Normex. Mylar no se utiliza debido a las preocupaciones de inflamabilidad. Las frazadas de MLI son un elemento importante del sistema de control térmico.

### Rejillas

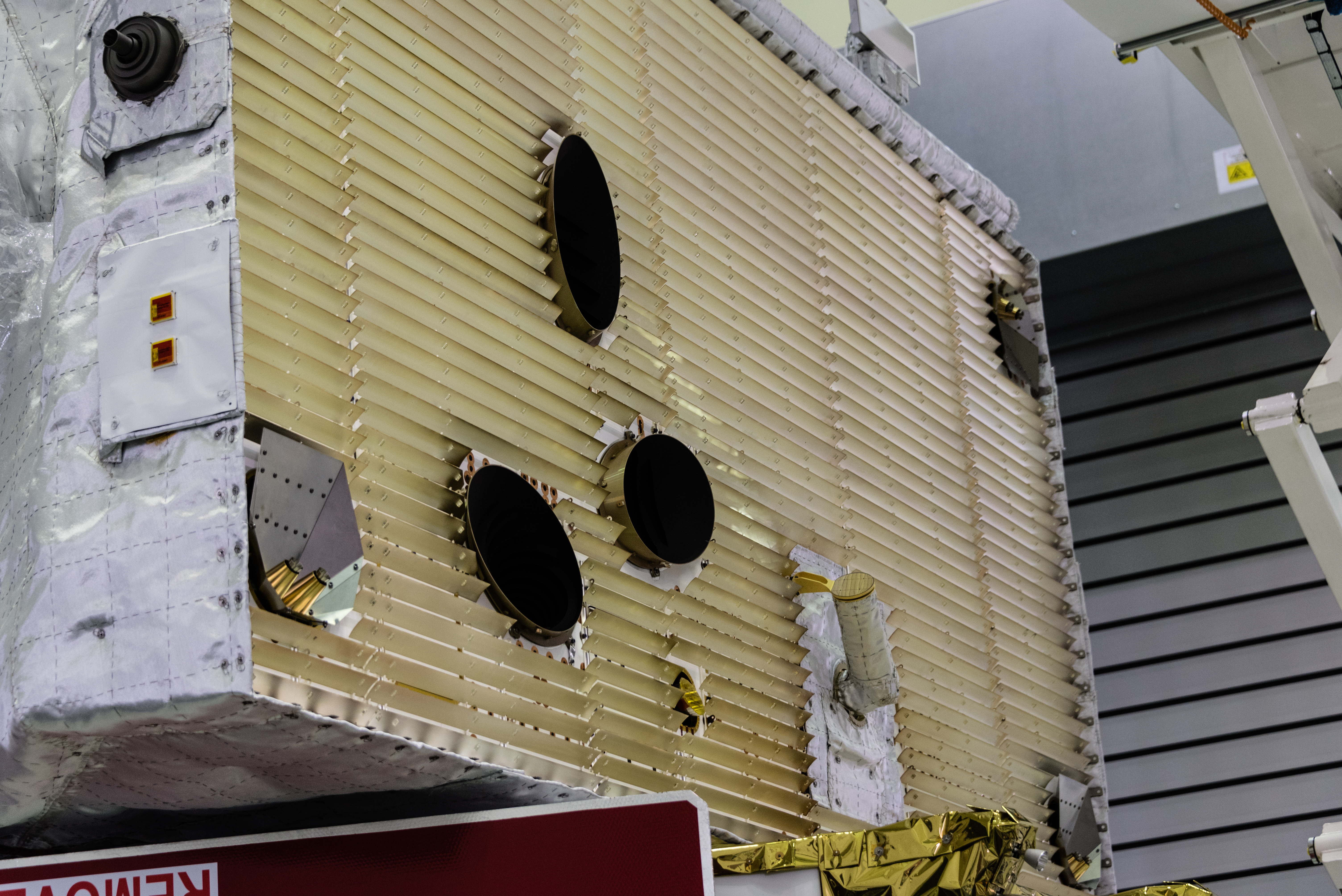
Rejillas de la sonda BepiColombo.

Las rejillas (en inglés, louvers) son elementos de control térmico activos que se utilizan de muchas formas diferentes. Más comúnmente se colocan sobre los radiadores externos, además, las rejillas también se pueden utilizar para controlar la transferencia de calor entre las superficies internas de la nave espacial, o bien, colocarse en las aberturas de las paredes de la nave espacial. Una rejilla en su estado completamente abierto puede rechazar seis veces más calor que en su estado completamente cerrado, sin ningún poder necesario para hacerlo funcionar. La rejilla más utilizada es la bimetálica, accionada por resorte, es decir, una rejilla de hoja rectangular, también conocida como rejilla veneciana ciega. Los montajes de la rejilla del radiador Louver constan de cinco elementos principales: placa base, cuchillas, actuadores, elementos de detección y elementos estructurales.

### Calentadores
Los calentadores (en inglés, heaters) se utilizan en el diseño de control térmico para proteger los componentes en casos de condiciones ambientales de frío o para compensar el calor que no se disipa. Los calentadores se utilizan con termostatos o controladores de estado sólido para proporcionar el control de la temperatura exacta de un componente particular. Los calentadores también se utilizan para calentar los componentes a temperaturas mínimas de funcionamiento antes de que los componentes se enciendan.
El tipo más común de calentador que se utiliza en la nave espacial es el calentador de parche, que consiste en un elemento de resistencia eléctrica intercalada entre dos láminas de material eléctricamente aislante y flexible, como Kapton. El calentador parche puede contener un solo circuito o múltiples circuitos, en función de si se requiere o no redundancia dentro de ella. Otro tipo de calentador, el calentador de cartucho, se utiliza a menudo en bloques de componentes de material o de alta temperatura para calentar, tales como los propelentes. Este calentador consta de una resistencia en espiral encerrado en una caja metálica cilíndrica. Normalmente se perfora un agujero en el componente que se calienta y el cartucho está encapsulado en el agujero. Los calentadores de cartucho son generalmente un cuarto de pulgada o menos de diámetro y de hasta unas pocas pulgadas de largo.
Otro tipo de calentador que se utiliza en las naves espaciales son las unidades de calentamiento de radioisótopos, también conocidos como RHU. Los RHU se utilizan para viajar a las plantas exteriores de Júpiter, debido a la baja radiación solar, lo que hace que la energía se genere a partir de paneles solares muy valiosos. Estos calentadores no requieren energía eléctrica de la nave espacial y proporcionan calor directo en los lugares que necesite. En el centro de cada RHU hay un material radiactivo que decae para proporcionar calor, el material más comúnmente utilizado es el dióxido de plutonio. Un solo RHU pesa solo 42 gramos y puede caber en una caja cilíndrica de 26 mm de diámetro y 32 mm de largo. Cada unidad también genera 1 W de calor en la encapsulación, sin embargo, la tasa de generación de calor disminuye con el tiempo. Se utilizaron un total de 117 RHU en la misión Cassini.

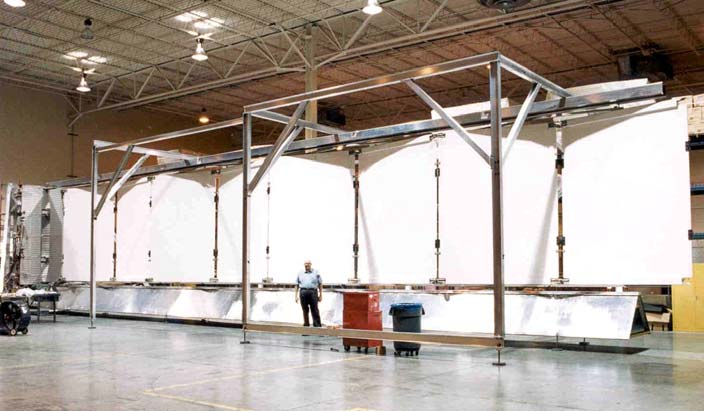
Despliegue de uno de los radiadores de la Estación Espacial Internacional.

### Radiadores
Los radiadores son superficies con una alta emisividad en el espectro infrarrojo para maximizar el rechazo de calor y una baja absortividad en el espectro visible para limitar la retención de la radiación solar. La mayoría de radiadores disipan entre 100 y 350 W/m² de calor generado internamente por los equipos electrónicos. El peso de los radiadores varía desde cero, cuando se usa un panel estructural existente como radiador, hasta los 12 kg/m² para un radiador desplegable pesado con estructura de apoyo.

### Tuberías de calor
Las tuberías de calor (en inglés, heat pipes) utilizan un ciclo de líquido de flujo cerrado de dos fases con un evaporador y un condensador para transportar cantidades relativamente grandes de calor de un lugar a otro sin requerir energía eléctrica.

## Futuros sistemas de control térmico
- Materiales compuestos
- Rechazo de calor mediante radiadores pasivos avanzados
- Spray de enfriamiento en dispositivos
- Aislamiento térmico ligero
- Tecnologías de emisividad variable
- Películas de diamante
- Revestimientos de control térmico avanzado
  - Microláminas
  - Aerosoles avanzados de películas delgadas
  - Espejos de cuarzo plateado
  - Películas de base de polímero metalizado avanzados

## Eventos
El evento más importante en el campo del control térmico espacial es la Conferencia Internacional de Sistemas Medioambientales, organizada cada año por el Instituto Americano de Aeronáutica y Astronáutica.